# Артконституция
У этого термина существуют и другие значения, см. Иллюстрированная Конституция.
«Артконституция» — художественный проект, включающий в себя издание иллюстрированного альбома Конституции Российской Федерации и проведение выставки работ, послуживших иллюстрациями к альбому.
Кураторы: Петр Войс (координатор проекта), Сергей Денисов, Иван Колесников. Проект был приурочен к 10-летнему юбилею российской Конституции.

## История
- 2001 год, декабрь — заявление проектной стратегии, выставка работы худ. Сергея Денисова и Ивана Колесникова «Статья № 20. Право на жизнь», галерея С.АРТ;
- 2002 год, декабрь — выставка первых работ проекта, галерея С.АРТ (34 работы);

- 2003 год, декабрь — издание альбома и выставка работ, вошедших в альбом «Артконституция», Московский музей современного искусства.

## Концепция
Выдержки из пресс-релиза 2001 года:
«…Известны два основных способа достижения результатов. По принципу соответствия и вопреки. Цивилизованное общество всегда стремится к первому. Для этого оно создает свод законов, который регламентирует порядок политико-экономических и социально-бытовых отношений. Но не всегда наличие законов приводит к однозначности их толкования и равноправности применения. Не случайно, сегодня знание законов само по себе не гарантирует их исполнение. В качестве объяснения двойственности таких ситуаций общество использует прием комментирования существующих коллизий. В заявленном проекте художникам предложено выступить в роли комментаторов Конституции, исходя из принципов:
- Любые декларативные нормы несут в себе возможность их двойного толкования.
- Искусство заполняет разность между признанным порядком вещей и его отрицанием. В этом заключается правоспособность искусства.
- Нет актуального искусства. Есть актуальные темы, которые являются предметом искусства и мотивацией творческого процесса.
- Реальность рождает мифы. Мифы генерируют создание новой реальности. Искусство показывает степень противоречий. существующих в обществе.
- Носителем правоспособности искусства является художник…»

## Реализация проектной стратегии
Проект был закончен и выставлен в залах Московского музея современного искусства (Ермолаевский переулок) в декабре 2003 года к десятилетней дате принятия Конституции РФ (1993 год). Издательство «Альфа-Пресс» ко дню открытия выставки выпустило альбом «Артконституция» тиражом 2000 экземпляров.
В 2004 году представление проекта прошло в США : в институте Харимана Колумбийского университета в Нью-Йорке, Конгрессе США в Вашингтоне, Генеральном консульстве РФ в Нью-Йорке. В процессе представления проекта альбомы «Артконституция» были переданы в фонды Нью-Йоркской публичной библиотеки и Национальной библиотеки Конгресса США в Вашингтоне.
В 2003 году за создание проекта кураторы были награждены медалями Российской академии художеств, а в 2004 году по решению Совета современных художников Серебряными знаками почета (проект худ. Георгия Острецова «Новое правительство»)
В 2004 году президент Российской академии художеств Зурабом Церетели выдвинул кураторов проекта на соискание Государственной премии Российской федерации в области литературы и искусства, но  премию присудили оперной певице Анне Нетребко.
Некоторые эксперты утверждают, что в мире это была первая попытка иллюстрирования Конституции (Политарт), хотя в 1937 году художник Лазарь Лисицкий публиковал подобную работу, на основе сталинской Конституции, в иллюстрированном журнале «USSR in Construction». Конституцию США одним из первых проиллюстрировал художник Сэм Финк, в 1987 году черно-белое исполнение, полноцветная издана в 2006.

## Художники
В проекте приняли участие 120 художников, работами которых были проиллюстрированы 137 статей Конституции:
«АЕС+Ф», Программа «ESCAPE», «Синие носы» (Александр Шабуров и Вячеслав Мизин), Татьяна Антошина, Андрей БАРТЕНЕВ, Константин БАТЫНКОВ, Марина Белова и Алексей Политов, Алексей Беляев-Гинтовт, Сергей Беляк, Андрей Бильжо, Фарид Богдалов, Сергей Братков, Анатолий Брусиловский, Алексей Булдаков, Император ВАВА, Руслан Вашкевич, Александр Виноградов и Владимир Дубосарский, Герман Виноградов, Аладин Гарунов, Евгений Гороховский, Дмитрий Гутов, Сергей Денисов, Владислав Ефимов, Константин Звездочётов, Алексей Звероловлев, Максим Илюхин, Сергей Калини, Алексей Каллима, Артур Клинов, Иван Колесников, Виталий Комар и Александр Меламид, Александр Косолапов, Нина Котел, Николай Кращин, Олег Кулик, Михаил Ладейщиков, Артемий Лебедев, Ростислав Лебедев, Антон Литвин, Виктор Лукин, Наталия Мали, Рауф Мамедов, Влад Мамышев-Монро, Игорь Макаревич, Дамир Муратов, Татьяна Назаренко, Анатолий Орлов, Борис Орлов, Анатолий Осмоловский, Георгий Острецов, Лев Повзнер, Николай Полисский, Александр Пономарев, Дмитрий Пригов, Филипп Рукавишников, Арсен Савадов, Александр Савко, Евгений Семенов, Александр Сигутин, Наталья Стручков, Ростан Тавасиев, Давид Тер-Оганьян, Юрий Фесенко, Андрей Филиппов, Юрий Хоровский, Дмитрий Цветков, Василий Церетели, Зураб Церетели, Владимир Чайка, Артём Чернов, Аристарх ЧЕРНЫШЕВ, Ольга ЧЕРНЫШЕВА, Дмитрий Шагин, Сергей Шутов и др.

## Освещение в СМИ
Проект был отмечен многочисленными публикациями в печатных изданиях, на радио и телевидении, а также на различных интернет-ресурсах:
- газеты «Известия», «Коммерсантъ», «Новые известия», «Культура», «Российская газета», «Независимая газета», «Новая газета», «Газета», «Время новостей», «Аргументы и факты», «Комсомольская правда», «Московские новости», «Московский комсомолец», «The Moscow Times», «NRC Handelsblad» (Голландия), «Русский Базар» (США) и др.;
- журналы «Коммерсантъ Власть», «Профиль», «Новое время», «Деньги», «Еженедельный журнал», «ELLE» «Политбюро», «Большой город», «журнал ДИ», «Искусство», «Артхроника», «Новый мир искусства», «Художественный журнал», «Афиша» и др.;
- радио «Маяк», «Эхо Москвы», «Радио России», «Радио «Свобода», „Наше радио“ и др.
- телевизионные компании ОРТ, НТВ, ТВ Центр, ТВС, РЕН ТВ, ДТВ, СТС, «Россия», «Культура», «Столица», «Московия», НТВ Америка (США), телеканал Совета Федерации «Вместе-РФ», RTL (Голландия), и др.;

На фотографии — кладбище. Это иллюстрация к статье Конституции о правах на землю. На выставке главное, чтобы под каждой работой нужное пояснение висело. Без этого вся выставка теряет смысл, а разобраться какая где статья, могут иной раз только авторы.— «Художники проиллюстрировали Конституцию РФ», НТВ, 2003